# الكسندر بيدا
ألكسندر بيدا (بالفرنسية: Alexandre Bida)‏ (1813 - 1895) رسام فرنسي ولد في تولوز، فرنسا في عام 1813 مارس نشاطه في الفترة الرومانسية للفن. 